# میسیونرهای فرانسوی در اصفهان عصر قاجار
شکست ایران در دو جنگ با روسیه و عقد قرارداد ترکمنچای و گلستان منجر به فرصتی مناسب برای مبلغین مذهبی شد و گروه‌های مختلف از جمله پروتستان و کاتولیک به ایران آمدند یکی از شهرهای مهم و قدیمی برای پایگاه فعالیت این گروه‌ها شهر اصفهان بود که به دوران صفویه بازمی‌گردد.
در دوره صفویه مبلغان در پی گسترش نفوذ فرانسه از طریق تبلیغ آموزه‌های دینی بودند ولی با شکل‌گیری حکومت قاجاریه و اهمیت یافتن ایران در عرصه جهانی به ویژه در زمان ناپلئون اول (امپراتور بزرگ و جاه طلب فرانسه) اهداف سیاسی، اجتماعی فرانسه در ایران گسترش چشم‌گیری پیدا کرد. نکته قابل ذکر این است که، اگرچه دولتمردان فرانسه پس از انقلاب ۱۷۸۹م در داخل کشور خود با نفوذ کلیسا مبارزه کردند ولی در خارج از فرانسه از فعالیت گروه‌های تباشیری حمایت می‌کردند.

## تجدید روابط فرانسه با ایران بعد از انقلاب فرانسه
دولتمردان فرانسه پس از انقلاب و باتوجه به اوضاع و احوال اروپا که مصادف با تأسیس قاجار به فکر تجدید روابط با ایران افتادند که این هدف ارتباط با ایران در زمان فتحعلی شاه (دومین شاه قاجار) و ناپلئون انجام گرفت. عهدنامه ایی در شانزده ماده از طرف وزیر خارجه فرانسه به امضا رسید که طبق آن روابط سیاسی، اقتصادی و نظامی استحکام بیشتری یافت و ناپلئون در همان سال هیئتی هفتاد نفری شامل متخصصان نظامی، مهندسی، پزشکی، مذهبی را به ایران فرستاد. دولت فرانسه در اروپا نتوانسته بود انگلستان را از پا دربیاورد و توان مقابله دریایی هم نداشت بنابراین تصمیم گرفت از طریق ایران به هند که مهم‌ترین مستعمره انگلستان بود حمله کند.
در نتیجه عهدنامه ایی در سال ۱۸۳۹م مابین دو کشور منعقد شد که براساس آن مبلغان از حمایت دولتمردان فرانسه در داخل ایران برخوردار شدند وبه تدریج حوزه فعالیت خود را در سراسر ارومیه، تبریز، اصفهان، تهران گسترش دادند و هیئت‌های مختلف فرانسوی از جمله خواهران نیکوکار، ژزوئیت‌ها، دومینیکن‌ها و… دست به کار شدند.
اصفهان عصر قاجار، با سابقه تاریخی خود و موقعیت جغرافیایی ممتاز و محله خاص (جلفا) مسیحی نشین با اقلیت قابل توجهی ارمنی، مسیحی و چندین کلیسای کوچک و بزرگ، از نخستین روزهای حضور میسیونرهای کشورهای مختلف اروپایی، توجه همه آنان از جمله پروستان، کاتولیک و… را جلب کرد و به سرعت به یکی از مهم‌ترین مراکز و کانون‌های اصلی شکل‌گیری جمعیت میسیونری تبدیل شد. اما از آنجا که این شهر از نظر جغرافیایی و سیاسی در منطقه نفوذ دولت انگلستان قرار داشته و در نتیجه رقابت با آنها نبوده‌اند، بیشتر مراکز میسیونری در اصفهان و نیز بیشترین موفقیت اکتسابی در این شهر، متعلق به کلیسای پروتستان مذهب انگلیس است. چنانچه هنوز هم نام تعدادی از بیمارستان‌ها، مدارس، سایر مراکز خدماتی و فرهنگی آنها در بین مردم مشهور و معروف است.
1. ↑  اقبال، عباس (داستانی از مبلغین مذهبی عیسوی در ایران، مجله یادگار س3ش6و7
2. ↑  ایمانیه، مجتبی، بی تا، تاریخ فرهنگ اصفهان:دانشگاه اصفهان